# Stazione di Monte Antico
Stazione di Monte Antico vasútállomás Olaszországban, Civitella Paganico településen.

## Vasútvonalak
Az állomást az alábbi vasútvonalak érintik:
- Siena-Grosseto-vasútvonal

## Kapcsolódó állomások
A vasútállomáshoz az alábbi állomások vannak a legközelebb:
- Stazione di Civitella Paganico
- Stazione di Sant'Angelo-Cinigiano
- Stazione di Murlo